# Crisicoccus matesovae
Crisicoccus matesovae är en insektsart som först beskrevs av Danzig 1986.  Crisicoccus matesovae ingår i släktet Crisicoccus och familjen ullsköldlöss.
Artens utbredningsområde är Kazakstan. Inga underarter finns listade i Catalogue of Life.